# Луций Ноний
Вижте пояснителната страница за други личности с името Луций Ноний Аспренат.
Луций Ноний Аспренат (на латински: Lucius Nonius Asprenas) е римлянин от 1 век пр.н.е.

## Биография
Произлиза от фамилията Нонии. Клонът на фамилията Аспренат (Nonii Asprenates) са роднини на император Тиберий. Той е намесен в прочут процес.
Жени се за Квинтилия, дъщеря на Секст Квинтилий Вар (квестор) и сестра на генерал Публий Квинтилий Вар. Двамата са родители на Луций Ноний Аспренат (суфектконсул 6 г.) и Секст Ноний Квинтилиан (консул 8 г.). Дядо е на Луций (суфектконсул 29 г.), Публий (консул 38 г.), Ноний Аспренат Калпурний Торкват и на Секст (суфектконсул 38 г.).